# Ваяннидис, Георгиос
Гео́ргиос Ваянни́дис (греч. Γεώργιος Βαγιαννίδης; род. 12 сентября 2001, Афины) — греческий футболист, правый защитник португальского клуба «Спортинг» и сборной Греции.

## Клубная карьера

### «Панатинаикос»
16 февраля 2020 года Ваяннидис дебютировал за основную команду «Панатинаикоса» в матче против клуба «Панетоликос». Он отметился голом и голевой передачей.

### «Интернационале»
5 июня 2020 года Ваяннидис перешёл в итальянский клуб «Интернационале». Клубу пришлось заплатить «Панатинаикосу» компенсацию в размере 300 тыс. евро.

### «Сент-Трюйден»
1 октября 2020 года Ваяннидис ушел в аренду в бельгийский «Сент-Трюйден». 3 февраля 2021 года дебютировал в матче Кубка Бельгии против клуба «Локерен-Темзе».

### Возвращение в «Панатинаикос»
3 сентября 2021 года «Панатинаикос» объявил о возвращении в команду Ваяннидиса. Он подписал контракт с греческим клубом на 4 года.

## Достижения

### Командные
«Панатинаикос»
- Обладатель Кубка Греции (2): 2021/22, 2023/24